# Burg am Bach
Die Burg am Bach, auch Burg Gottsbüren, Burg Gundesburen, Kaiserhof genannt, ist eine abgegangene mittelalterliche Niederungsburg und vermutlich die einstige Stammburg des Ortsadels südöstlich der Gemeinde Gottsbüren, heute Stadtteil von Trendelburg im Landkreis Kassel in Nordhessen. Der Burgname ist nur ein Synonym des Bezirksarchäologen Klaus Sippel, der den Burgstall wiederentdeckte, da keine schriftlichen Zeugnisse einen Burgnamen überliefert haben.

## Lage
Die etwa einen Kilometer südöstlich Gottsbürens, im Bereich des nördlichen Ende des Reinhardswaldes und bachaufwärts am Fuldebach, etwa 100 Meter von der Schneidemühle am Südostrand des Ortes, in der Flur Kaiserhof gelegene Niederungsburg, stand im Wiesengelände nördlich des Baches, von dem hier ein weiterer Arm um den heutigen Burgstall mäandert und so die Burg zur Wasserburg macht, auch wenn der direkte Wassergraben bisher nicht nachgewiesen ist und nur aus dem umfassenden sumpfigen Gelände geschlossen wird.

## Geschichte
Der zugehörige Ort Gottsbüren wird bereits 830 erstmals urkundlich erwähnt. 1272 erscheint er als Villa Hundesburca, was einen Hinweis auf die damalige Existenz der Burg darstellen soll.
Als Erbauer werden von Klaus Sippel die Ortsadligen „de gundesburen“ (Herren von Gundesbüren) vermutet, was auch der hochmittelalterliche Name des Ortes war, der erst ab 1355 als Gottsbüren benannt wird. Die Ortsherren sind zwischen 1217 und 1240 belegt. Schriftliche Zeugnisse zum Anwesen sind bis heute nicht bekannt. Geologie und archäologische Untersuchung sehen die Anlage als späte Motte des 13./14. Jahrhunderts.
Zwei andere Zuordnungsmöglichkeiten wären zu diskutieren:
- das das Anwesen nach dem Beginn der Wallfahrtsepoche zur Sicherung des Anfang des 14. Jahrhunderts kurzzeitig entstandenen Nonnenklosters bzw. eines Kollegiatstifts gedacht war.[4]
- das die Motte im Zuge der wechselnden Besitzverhältnisse im 13. Jahrhundert zwischen der Grafschaft Dassel und Kurmainz zur Herrschaftsabsicherung errichtet wurde.

## Beschreibung
Die vermutlich künstlich angelegte, heute nur noch etwa einen Meter über dem Wiesenniveau liegende Motte hat heute einen nahezu kreisrunden Durchmesser von 23 Meter, der jedoch leicht hexagonal ist. Der umlaufende Wassergraben ist nach den Reliefdaten bis zu 13 Meter breit. Luftbilder des Hessischen Landesamtes für Denkmalpflege bestätigen die Lage einer burgähnlichen Anlage. Bohrproben der Landesarchäologie auf dem Burgberg, die bis in etwa einen Meter Tiefe getätigt wurden, haben keine Steine nachweisen können, so das angenommen wird, dass die Burg nur als Holzburg gebaut war. Der schmale Bereich des Burginnern kann nicht mehr als eine hölzerne Turmburg oder ein Festes Haus zugelassen haben.

## Heutige Nutzung
Das Wiesengelände mit der kaum sichtbaren Bodenerhebung wird heute nur zur Weidewirtschaft genutzt. Eine Informationstafel der Arbeitsgemeinschaft Heimatgeschichte Gottsbüren zum Eco-Pfad Pilgerwege zum Wallfahrtsort Gottsbüren, die die Burg mit dem Flurnamen Kaiserhof in Verbindung bringt, befindet sich wenige Meter nördlich davon am Standort der ehemaligen Burg.